# Naoya Matsumoto
Naoya Matsumoto (2 maggio 1982) è un fumettista giapponese.
Ha iniziato la sua carriera su Weekly Shōnen Jump e finora ha pubblicato tre serie: Nekowappa!, Pochi & Kuro e Kaiju No. 8, tutte le tre serie sono edite in Italia da Star Comics.

## Opere
- Nekowappa! (2009-2010)
- Pochi & Kuro (2014-2015)
- Kaiju No. 8 (2020-in corso)